# Александрос Маврокордатос
Александрос Маврокордатос (на гръцки: Αλέξανδρος Μαυροκορδάτος) е един от политическите лидери по време на т.нар. гръцка война за независимост и водач на английската партия по време на баварократията в Гърция.
Най-известният представител на видния фанариотски род с произход от Хиос – Маврокордатос.
По бащина линия е с произход от рода Маврокордатос, а по майчина от други фанариоти – Караджа. От малък работи като секретар в канцеларията на дядо си майчина линия Никола Караджа, който е княз на Влашко от страна на Високата порта.
Посветен във филики Етерия (заедно с Панайотис Анагностопулос) през 1819 г. в Пиза от Атанас Цакалов. В Пиза се запознава с Пърси Биш Шели и съпругата му Мери Шели, изявени филелинисти и близки на Джордж Байрон.
През 1821 г. е един от организаторите на революционното движение в Архипелага и по-специално в Месолонги. Отговорник за революционното движение в Западна Гърция, той е упрекван от мемоаристите за загубата в битката при Пета, в резултат от която Етолоакарнания остава под османски контрол.
Той е първият председател на първото народно събрание в Епидавър (януари 1822 г.) и първи ръководител на първото гръцко правителство. Застава начело на така наречената или наричана „градска партия на реда“, опитвайки се постави под контрол паликарите и да въведе централизирана система за управление.
Противник на Йоан Каподистрия, той е заместник-председател на Народното събрание през 1832 г. Негов най-голям противник е Йоани Колети.
След като се решава въпроса за статута на Гърция като монархия, Александрос Маврокордатос застава в опозиция на крал Отон I Гръцки начело на т.нар. английска партия, изповядваща политически идеята за либерална демокрация, и на няколко пъти е министър до 1844 г., като за кратко дори е и премиер, преди завръщането на Колети от т.нар. почетно изгнание. Гръцки посланик в Мюнхен, Берлин, Лондон, Константинопол и Париж.
През 1854 г. по време на кримската война е премиер.
В началото на 1860-те години ослепява и умира през 1865 г.